# Monges Benedictines
Les monges benedictines són religioses de vots solemnes, que formen part d'un orde monàstic dedicat a la vida contemplativa i que forma la branca femenina de l'Orde de Sant Benet. També són conegudes com a benetes i posposen al seu nom les sigles O.S.B.

## Història

### Orígens
Des dels primers temps del monaquisme, al s. III, a imitació de les masculines, sorgeixen comunitats monàstiques femenines que segueixen la mateixa regla que els monjos. En occident, també es donen aquesta mena de "monestirs bessons", com a Marsella, on una germana de Joan Cassià, un dels fundadors del monaquisme occidental, dirigia una comunitat de dones al costat del monestir de monjos.

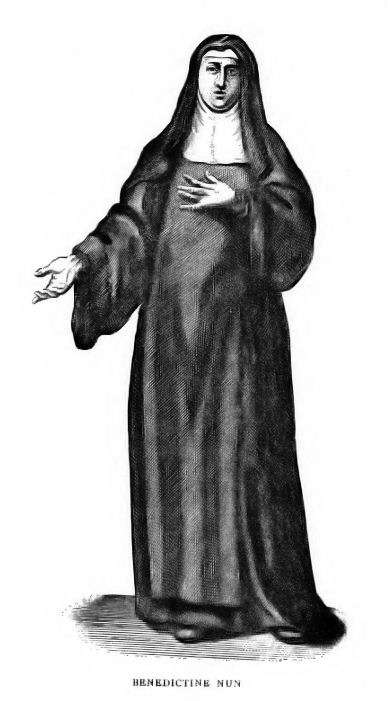
Hàbit de monja benedictina, s. XIX

Al segle v, Cesari d'Arle redacta una regla particular per a la comunitat de monges que havia fundat la seva germana, la Regla de les verges, que després s'aplicarà a nombroses comunitats femenines sorgides arreu d'Europa.
Els orígens del monaquisme femení benedictí són foscos: Benet de Núrsia va redactar la coneguda com a regla de Sant Benet per a una comunitat monàstica, però sempre fa referència a monjos, mai a dones, i no és possible saber si Benet tenia al cap la intenció d'estendre el model de vida a les religioses. Les mencions que fa Gregori el Gran als Diàlegs (on narra la vida de Benet) són episodis concrets on apareixen dones aconsellades per monjos de la comunitat de Benet o la germana del sant, Escolàstica de Núrsia, de qui es diu que s'havia consagrat a Déu des de la joventut, i de qui tradicions posteriors diuen que havia fundat un monestir femení prop de Montecassino, on feia vida contemplativa amb altres dones. Per això, tradicionalment, se l'ha considerat com a fundadora de la branca femenina de l'orde benedictí.

### S. VII-VIII: primers usos de la regla benedictina en comunitats femenines
Probablement, les comunitats femenines contemporànies dels primers monestirs benedictins van fer servir altres regles, especialment la de Cesari d'Arle i la de Columbà de Luxeuil. Tenim constància de cenobis femenins a les Illes Britàniques, com Folkestone, (630) i Thanet (670), però no sabem quines regles seguien: probablement per influència dels monjos de Canterbury podria ésser la benedictina. En el temps de les missions de monjos britànics al continent, es van fundar comunitats femenines a Alemanya i religioses com a Lioba o Santa Walpurgis col·laboraven en les tasques d'apostolat amb els monjos. De mica en mica, alguns monestirs van adoptar també la Regla de Sant Benet, fent servir-ne les dues regles; sembla que els primers monestir a fer-ho van ésser els de Poitiers, Chelles, Remiremont i Faremoutier, cap al 620.

### S. IX: generalització de la regla en monestirs femenins
No va ser fins als temps de Benet d'Aniana, sota Lluís el Pietós, quan el monjo rebé l'encàrrec de reformar les abadies de l'imperi i de restaurar-hi la disciplina religiosa, que la Regla de Sant Benet va ésser introduïda com a regla de vida en tots els monestirs femenins europeus, fet confirmat pel concili d'Aquisgrà de 817.
Al llarg de l'Edat mitjana, els monestirs de benedictines s'anaren fundant arreu d'Europa al ritme que les abadies masculines. Algunes de les reformes de l'orde, com la de Vallombrosa, la Camàldula o Monte Oliveto van aplicar-se també a les comunitats femenines.

### Edat mitjana i moderna
A diferència dels monestirs masculins, amb un sistema de congregació, els femenins estaven, habitualment, sota la direcció espiritual (l'"acompanyament") d'una abadia masculina, o sotmesos a la jurisdicció del bisbe de la diòcesi; casos com el de Sant Pere de les Puel·les, directament dependent de la jurisdicció pontifícia, eren excepcionals. La Congregació de les Serventes de Maria, al centre d'Itàlia, fou una excepció parcial a aquesta norma, ja que, malgrat la clausura, la superiora feia visites a altres monestirs i les monges la trencaven per assistir als capítols generals.
Les monges benedictines no seguien, fins a mitjan segle xvi, una clausura estricta: eren lliures per sortir del monestir quan havien de fer alguna missió en particular. Aquesta llibertat de moviment va provocar alguns escàndols i als concilis de Constança (1414), Basilea (1431) i Trento (1545) es va regular que, com els altres ordes contemplatius, també les benedictines observessin una clausura estricta.
La reforma protestant va fer que bona part dels monestirs de l'orde desapareguessin d'Anglaterra i altres parts de l'Europa central i septentrional. A la França dels segles xvii i XVIII es va viure un refloriment de les fundacions benedictines femenines, que incorporaven noves reformes en la vida conventual i en l'observança de la regla, com a Montmartre, Beauvais, Val-de-Grâce i Douai, o les Benedictines de l'Adoració Perpètua, fundades a París el 1654. La Revolució francesa, però, va acabar amb aquests monestirs, fins que alguns es van tornar a obrir durant el segle xix.

## Activitat i difusió
Les benedictines són monges, religioses claustrals que observen la Regla de Sant Benet. A més de la celebració de l'ofici diví, es dediquen a treballs manuals i intel·lectuals, com l'educació, la cura de malalts, tasques agrícoles, restauració d'objectes i enquadernació de llibres, organització de retirs espirituals, etc. Com en el cas de la branca masculina, el lema Ora et labora ("Prega i treballa") és la norma de la comunitat i el treball és important.
S'organitzen en monestirs autònoms amb característiques pròpies, dirigits per una abadessa elegida per les monges de cada comunitat; els monestirs són agrupats en federacions.
Al final de 2005, les benedictines tenien 242 cases als cinc continents, amb 4.661 monges i novícies. A banda hi ha d'altres congregacions reformades: benedictines olivetanes, vallombrosanes, camalduleses, celestines, Benedictines de la Mare de Déu del Calvari, de l'Adoració Perpètua, etc.